# Mother Love
«Mother Love» (укр. Материнська любов) — остання пісня записана Фредді Мерк'юрі, увійшла до альбому Made in Heaven гурту Queen, випущеного в 1995 році уже після його смерті.
Автори пісні Мерк'юрі та Браян Мей, ця композиція стала їх останнім спільним твором. Вокал Мерк'юрі був записаний 13–16 травня 1991 року, зразу після запису альбому Innuendo, за 6 місяців до його смерті.

## Подробиці
На своєму вебсайті Браян Мей розповів про процес написання пісні, який вони мали з Фредді Мерк'юрі, коли працювали над цим твором разом та поодинці, та усвідомлювали суть музики та слів. Працюючи над останнім куплетом, Фредді сказав Браяну, що йому доведеться піти й відпочити, та обіцяв повернутися і закінчити запис пісні пізніше. Але цього так і не сталося, Фредді Мерк'юрі не повернувся, і Браяну Мею довелося дописувати останній куплет самому.
У кінці пісні присутні семпли із альбому Live at Wembley '86, студійних записів пісень «One Vision» та «Tie Your Mother Down» та композиції Goin' Back Керол Кінг та Джеррі Гоффіна, що у 1972 році разом із іншим синглом I Can Hear Music стали найпершими студійними записами Мерк'юрі, для запису цих синглів Фредді використовував псевдонім Ларрі Лурекс (Larry Lurex). Також, у композиції були прокручені на дуже високій швидкості короткі уривки з усіх пісень Queen, випущених на той час. Пісня закінчується плачем немовляти.

## Музичне відео
У 1996 році режисером Джімом Гіллеспі був знятий музичний кліп для цієї пісні. Події у цьому відео розгортаються у вигаданому космічному човні «Гагарін», що мандрує у далекому космосі. Один із членів екіпажу веде смертельну гру в кішки-мишки з іншопланетянинином, поки його колеги знаходяться в криогенному сні. На фоні цієї боротьби, герой кліпу поринає у спогади про свою маму та дитинство на планеті Земля.

## Музиканти, що брали участь у записі пісні
- Фредді Мерк'юрі — вокал, драм-машина
- Браян Мей — електрогітара, вокал (фінальний куплет), клавішні
- Джон Дікон — бас-гітара
- Роджер Тейлор — ударні

## Альбоми до яких увійшла композиція
| Рік  | Альбом              | Лейбл                 | Тривалість |
| ---- | ------------------- | --------------------- | ---------- |
| 1995 | Made in Heaven      | Parlophone, Hollywood | 4:49       |
| 2011 | Deep Cuts, Volume 3 | Island                | 4:48       |
| 2011 | Queen 40. Volume 3  | Hollywood             | 4:49       |
| 2014 | Queen Forever       | Hollywood             | 4:47       |